# Møborg Sogn
Møborg Sogn er et sogn i Lemvig Provsti (Viborg Stift).
I 1800-tallet var Nees Sogn anneks til Møborg Sogn. Begge sogne hørte til Skodborg Herred i Ringkøbing Amt. Trods annekteringen var de to sogne hver sin sognekommune. I 1961 var både Møborg og Nees med til at danne Tangsø Kommune, som ved kommunalreformen i 1970 blev indlemmet i Lemvig Kommune.
I Møborg Sogn ligger Møborg Kirke.
I sognet findes følgende autoriserede stednavne:
- Amstrup (bebyggelse)
- Bossen (bebyggelse)
- Bækmarksbro (bebyggelse)
- Donskær (areal, bebyggelse)
- Holmgård Mose (areal)
- Hvashøj (areal)
- Hyldal (bebyggelse)
- Krarup (bebyggelse)
- Kvolsbæk Gårde (bebyggelse)
- Kvolsbæk Huse (bebyggelse)
- Møborg Kirkeby (bebyggelse)
- Møborg Skov (areal)
- Nordenbjerg (bebyggelse)
- Nørmark (bebyggelse)
- Skræddergård Skov (areal)
- Stenbro (bebyggelse)
- Stovgård (bebyggelse, ejerlav)
- Torp (bebyggelse)
- Østerby (bebyggelse)
- Åbjerg (bebyggelse)
- Åbjerg Skov (areal)